# Zugangsnetz

Struktur des „klassischen“, auf Kupferadern basierenden, Zugangsnetzes

Das Zugangsnetz in der Telekommunikation, engl. access network, hat sich als separates Teilnetz aus dem Telefonnetz entwickelt. Es dient dem effizienten Zugang bzw. der effizienten Anbindung der einzelnen Teilnehmer an das in mehreren Hierarchieebenen verkabelte Verbindungsnetz.
Früher war jedes Telefon über eine Kupfer-Doppelader mit einer Vermittlungsstelle verbunden, zwischen beiden gab es keine steuernden Elemente. Damit wurden aber sehr viele Vermittlungsstellen benötigt, um bei der begrenzten Reichweite der Teilnehmeranschlussleitung (TAL) eine Flächendeckung zu erreichen.
Mit der Digitalisierung des Telefonnetzes im Zug des Ausbaus des ISDN wurde auch das Zugangsnetz zunehmend digitalisiert: ISDN-Anschlüsse werden über digitale Konzentratoren und Multiplexer in PCM-Technik an die Vermittlungsstellen angeschlossen.
Um Kosten zu sparen, wurde in Ländern mit hoher Anschlussdichte versucht, die Anzahl der Vermittlungsstellen zu verringern. Um dabei die bestehende Verkabelung nicht erweitern zu müssen, mussten verstärkende und steuernde Netzelemente zwischen Telefon und Vermittlungsstelle eingefügt werden; diese Netzelemente werden in der Fachsprache der Zugangsnetze als "Access Nodes" bezeichnet, während die Vermittlungsstellen "Service Nodes" heißen. 
Access Nodes nutzen im Zugangsbereich häufig Glasfasern, um die Telefonkanäle gemultiplext zu übertragen. Gewöhnlich wird dazu Synchrone-Digitale-Hierarchie-Technik (SDH) verwendet, aber auch passive optische Netze (PON) wurden installiert (vor allem in Japan). Je nachdem wie weit die Glasfaser in das Zugangsnetz hineinreicht, spricht man von
- "Fiber to the Curb" (FTTC)
- "Fiber to the Building" (FTTB)
- "Fiber to the Home" (FTTH)
- "Fiber to the Desk" (FTTD).

## Breitbandiges Zugangsnetz
Im verallgemeinerten Sprachgebrauch wird inzwischen auch vom „breitbandigen“ Zugangsnetz gesprochen. Darunter wird das klassische Zugangsnetz der Sprachtelefonie verstanden, wenn es mit Glasfaser und DSL-Technik aufgerüstet ist. Mit Outdoor-DSLAMs und VDSL können darin Datenübertragungsraten bis zu 200 Mbit/s für einen Teilnehmer bereitgestellt werden.
Auch die Mobilfunknetze und das Kabelfernsehnetz verwenden inzwischen den Begriff „breitbandiges Zugangsnetz“ für den Teil ihrer Netze, der die Teilnehmeranschlüsse beinhaltet und Zugang zu höheren Netzebenen bietet.

## V-Schnittstellen
Die Schnittstelle zwischen Service Nodes (Vermittlungsstellen) und Access Nodes wurde standardisiert: ITU-T bezeichnet sie als V-Schnittstelle.
An die Vermittlungsstelle angeschlossen werden:
- Konzentratoren und Multiplexer über V1- und V2-Schnittstellen
- größere Anschlussnetze über eine V5-Schnittstelle. Sie ist eine 2-Mbit/s-Schnittstelle (E1). Funktionell gesehen ähnelt sie der Schnittstelle zwischen einer Vermittlungsstelle des EWSD und einer APE.
In Deutschland schließen inzwischen auch fast alle neuen (Teilnehmer-)Netzbetreiber, die zwar über eigene Teilnehmerleitungen und Access Nodes verfügen, aber kein flächendeckendes Netz von Vermittlungsstellen haben, ihre Access-Nodes über V5-Schnittstellen an die Vermittlungsstellen der DTAG an; kommerzielle und technische Bedingungen für diese Anschaltung über V5 werden in Deutschland von der Bundesnetzagentur ebenso geregelt wie die Kollokation.